# Helluland

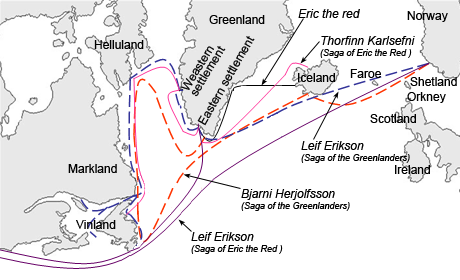
Locatie van Helluland.

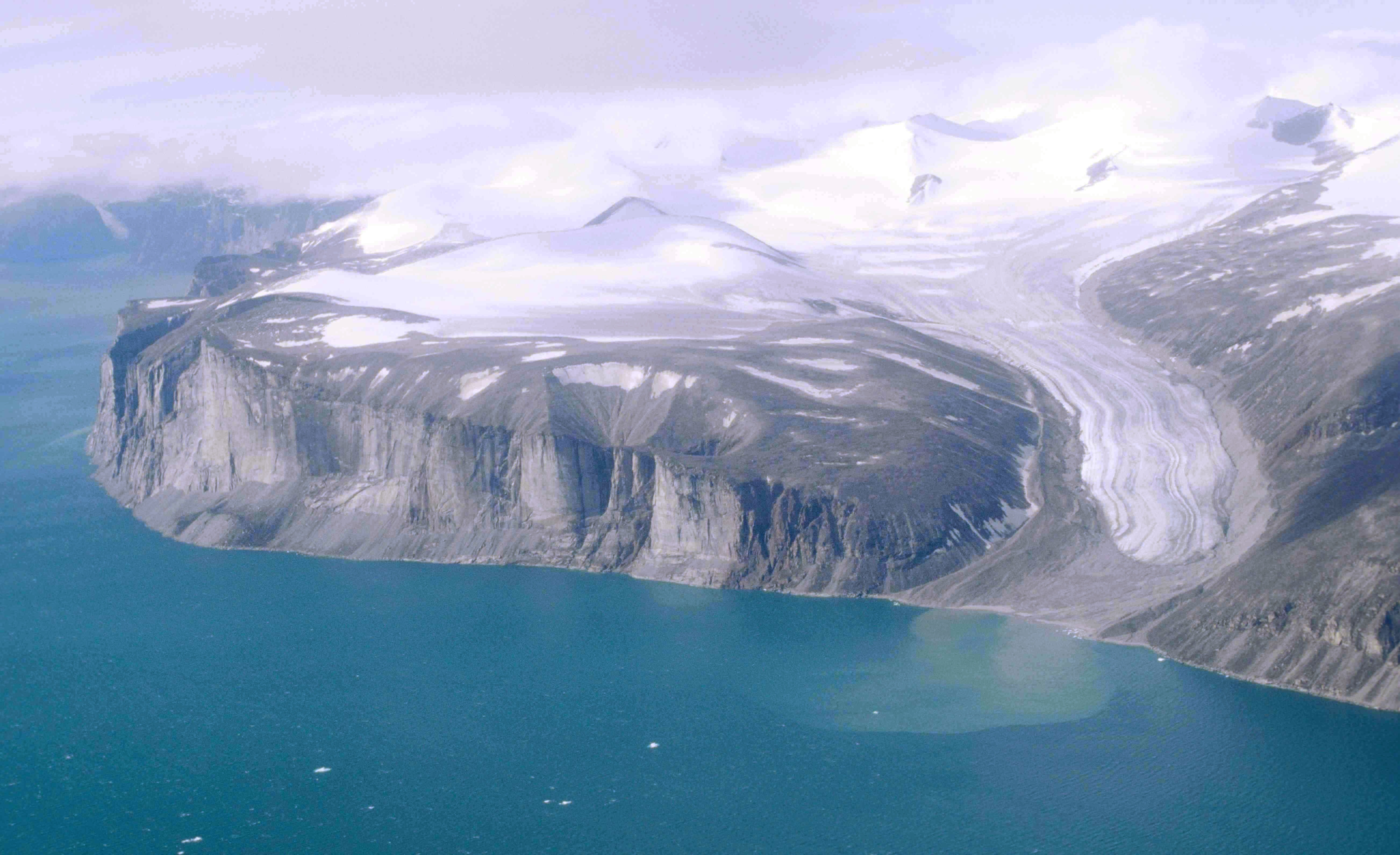
Kustlijn van het Remote Peninsula van Baffineiland

Helluland (Oudnoords voor "land van vlakke stenen") is een van de drie gebieden die door Leif Eriksson rond het jaar 1000 aan de Noord-Atlantische kust van Noord-Amerika zijn ontdekt. Helluland is beschreven in de IJslandse saga als een land met grote kliffen. Volgens de meeste historici zou het gaan om Baffineiland.
Na bestudering van de saga's is het waarschijnlijk dat de Vikingen daar in contact kwamen met de plaatselijke Dorsetcultuur. Helluland was het eerste gebied dat door de Vikingen werd bezocht. Door de onherbergzaamheid van het gebied besloot Leif er geen vestiging te bouwen. Dus voer hij verder naar Markland (vermoedelijk Labrador) en Vinland (mogelijk Newfoundland).